# Pampanito (paroisse civile)
Pour les articles homonymes, voir Pampanito.
Pampanito est l'une des trois paroisses civiles de la municipalité de Pampanito dans l'État de Trujillo au Venezuela. Sa capitale est Pampanito, chef-lieu de la municipalité.

## Géographie

### Démographie
Hormis sa capitale Pampanito, la paroisse civile possède plusieurs localités :
- La Muralla
- La Popa
- Pampanito
- Sector 13 de Abril (partagé avec la paroisse civile de La Concepción)